# 福尔夏赫
福尔夏赫是奥地利蒂罗尔州罗伊特县的一个市镇。总面积14.4平方公里，总人口296人，人口密度20.6人/平方公里（2005年）。